# William Smith (Geologe)

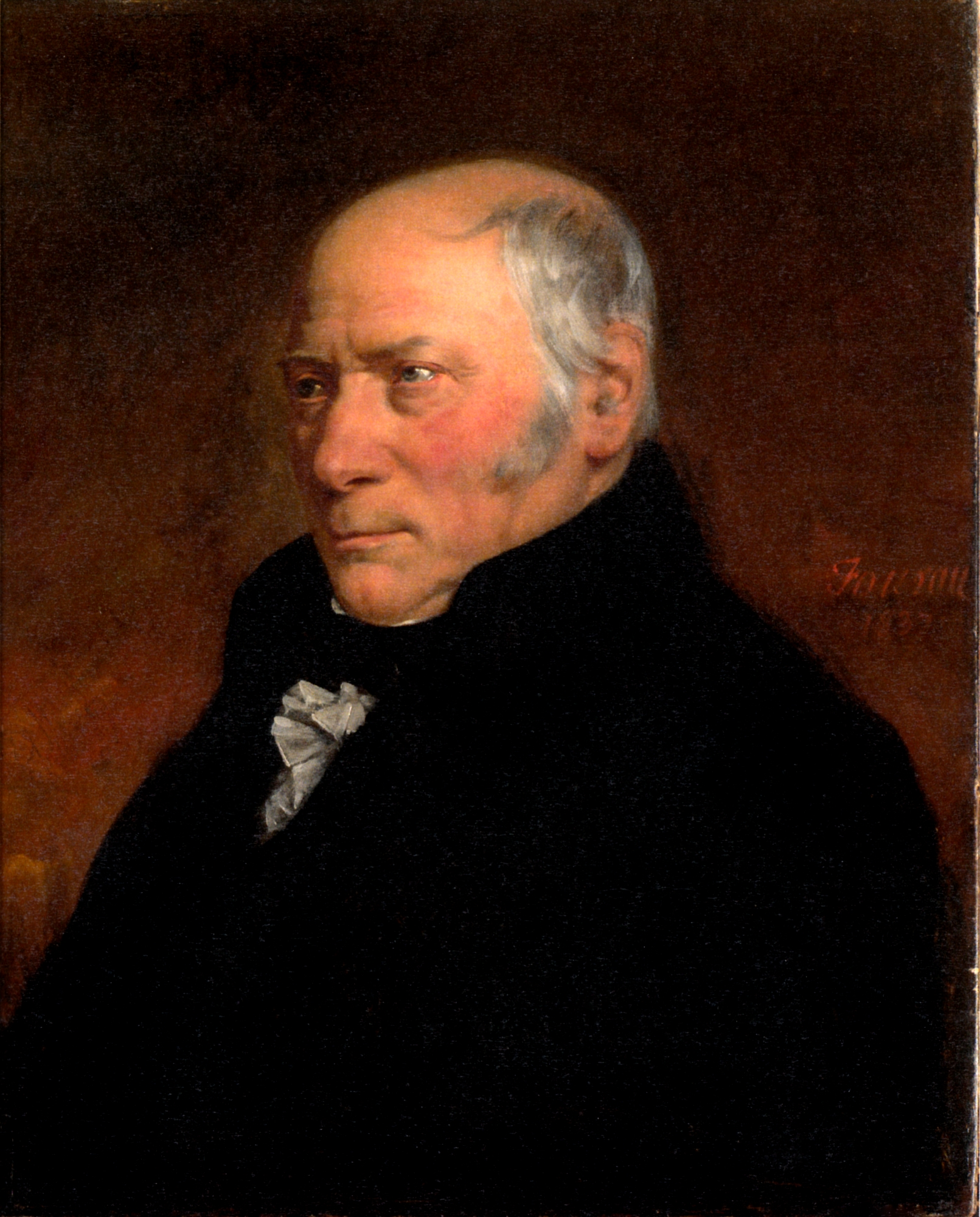
William Smith, 1837

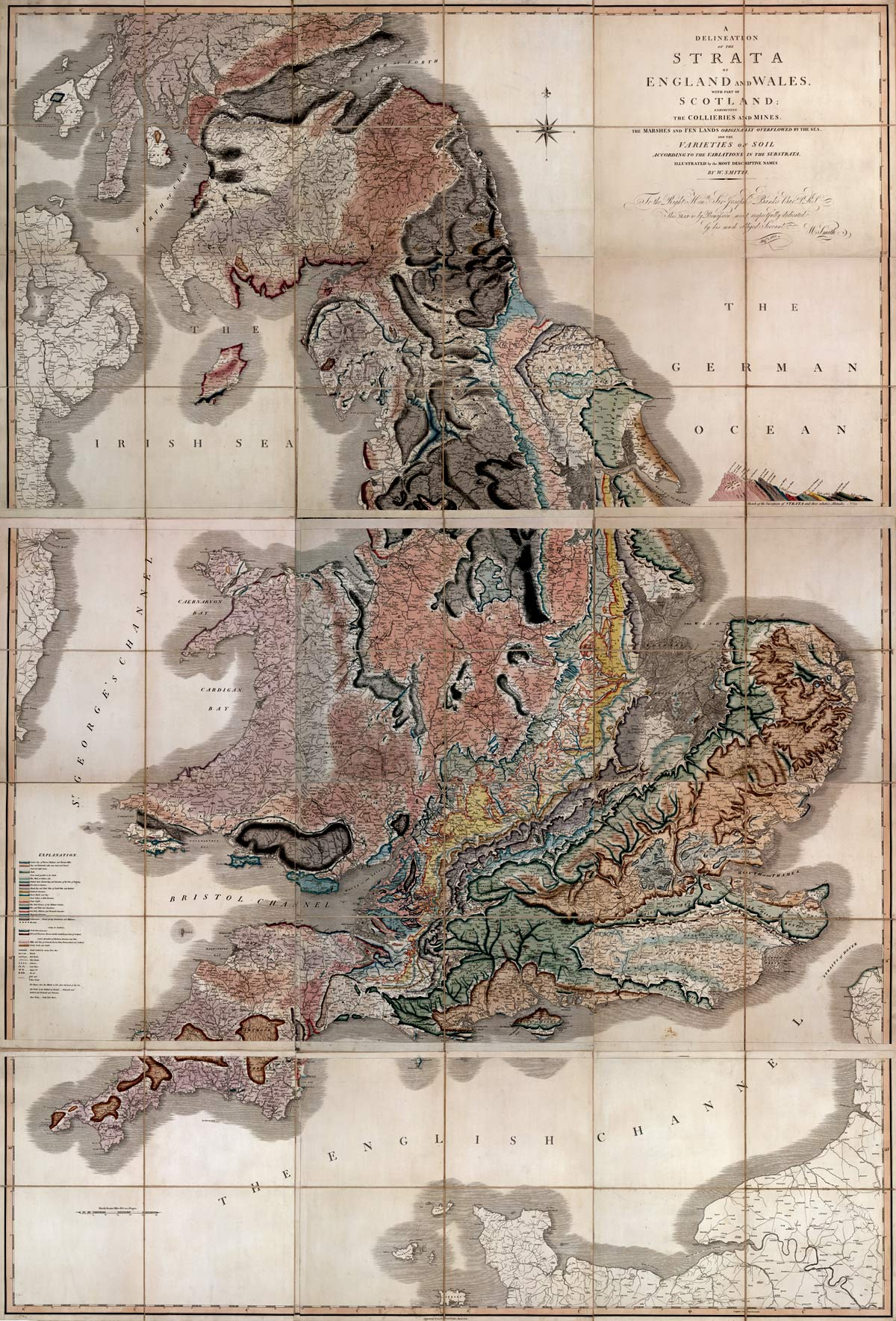
Smiths geologische Karte von Großbritannien

William Smith [ˈwɪlɪəm ˈsmɪθ] (* 23. März 1769 in Churchill, Oxfordshire; † 28. August 1839 in Northampton) erstellte die erste geologische Karte für Großbritannien und gilt als Begründer der britischen Geologie und der Stratigraphie. 1831 erhielt er die erstmals verliehene Wollaston-Medaille.
Als Ingenieur bemerkte Smith beim Bau eines Kanals, dass manche Fossilien ausschließlich in bestimmten Schichten zu finden waren. Mit dieser Erkenntnis konnten er und andere Geologen weit voneinander entfernt ausstreichende Gesteinsschichten aufgrund ähnlicher Merkmale korrelieren, d. h., sie auf der geologischen Zeittafel stratigraphisch der gleichen Stufe zuordnen. Dies führte zu seinem Spitznamen Strata Smith („Schichten-Smith“).
Darauf basierend konnten Leopold von Buch und andere das Leitfossilprinzip formulieren. Sein größtes Werk war die geologische Kartierung Großbritanniens, die 1815 veröffentlicht wurde. Bereits 1799 veröffentlichte er eine Karte der Umgebung von Bath.

## Leben
Smith war der Sohn eines Schmieds, der aus einer lokal angesehenen Landwirtsfamilie stammte. Nachdem er mit acht Jahren seinen Vater verloren hatte, wuchs er bei seinem Onkel auf, der ebenfalls William Smith hieß. Smith war im Wesentlichen Autodidakt, las viel und zeigte früh eine Neigung zum Zeichnen und für Mathematik. 1787 wurde er Assistent beim Vermesser Edward Webb aus Stow-on-the-Wold (Gloucestershire). Er machte in seiner Lehre schnell Fortschritte und wurde 1791 mit Vermessungsarbeiten in Sutton Court in Somerset beauftragt. Er verbrachte die nächsten acht Jahre in der Umgebung und wohnte in High Littleton, einem Dorf zwischen Bristol und Bath. Zunächst arbeitete er noch für Webb, dann für die Somersetshire Coal Canal Company, eine Gruppe von Unternehmern, die einen Kanal für den Kohletransport aus ihren Gruben bauen wollten. Der Bau begann 1795. Bei Inspektion verschiedener Kohlegruben der Gegend und während seiner Arbeit bei der Beaufsichtigung des Kanalaushubs machte er seine ersten systematischen Beobachtungen und entwickelte seine Ideen zur Stratigraphie. Er erkannte um 1793 die ähnliche Anordnung von Schichten an verschiedenen Orten, die mit Leitfossilien charakterisiert werden konnte. Diese Beobachtungen setzte er auf Reisen in England in den Folgejahren fort. Bis 1799 war er Vermesser für die Canal Company, eingestellt vom Ingenieur John Rennie senior. Dann arbeitete er unter anderem für Landbesitzer (Vermessung, Entwässerungsarbeiten), so 1800 für Thomas William Coke, 1. Earl of Leicester in Norfolk und 1801 für Francis Russell, 5. Duke of Bedford in Woburn. Er veröffentlichte seine Erkenntnisse auch mit Bildern aus seiner Fossiliensammlung, die besonders Formationen des Jura umfasste. Während er vorher nur Profile aufgenommen hatte, veröffentlichte er 1799 eine geologische Karte der Umgebung von Bath (Vorbild war eine farbige Bodenkarte bei der Somerset County Agricultural Society). 1801 folgte die erste grobe Skizze einer geologischen Karte von England, für die er Unterstützung von Joseph Banks erhielt. In dieser Zeit reiste er viel durch das Land als Prospektor für Mineralien. Von 1811 bis 1824 veröffentlichte er Einzelkarten der einzelnen Counties in England und Wales, und 1815 folgte die Veröffentlichung einer Gesamtkarte, die auch Teile Schottlands umfasste. Sie erhielt einen seit 1802 ausgelobten Preis von 50 Guineen der Society for the Encouragement of Arts, Manufactures and Commerce für eine mineralogische Karte von England und Wales. Bis März wurden 250 Kopien an Subskribenten verschickt (insgesamt gab es wohl rund 400 Kopien, alle nummeriert und handkoloriert, weniger als hundert sind bekannt). Ebenfalls 1815 veröffentlichte er eine Übersicht über die anzutreffenden Schichtfolgen (Strata) und 1816 bis 1819 folgte sein Buch Strata identified by organized fossils. 1817 veröffentlichte er ein geologisches Profil von Snowden nach London.
Um dieselbe Zeit kam er in finanzielle Schwierigkeiten. Er hatte Kredite aufgenommen und sich mit einem Steinbruch mit Sägemühle für Bausteine vertan, deren Qualität zu gering war. Obwohl er seine Fossiliensammlung für 700 Pfund an das British Museum verkaufte,  war er 1819 im Schuldgefängnis. Seine auf eigene Kosten gedruckten geologischen Veröffentlichungen brachten nicht den erhofften Profit und Anerkennung, obwohl er Kontakt zu bedeutenden Persönlichkeiten hatte. Er selbst gab freigiebig Informationen weiter, und seine Arbeit fand so schnell Verbreitung. Nach der Entlassung aus dem Schuldgefängnis arbeitete er wieder als Vermesser im Norden Englands, wobei er keinen festen Wohnsitz hatte. Sir John Johnstone erkannte ihn und leitete erste Schritte ein, um ihm Anerkennung zu verschaffen. 1824 bis 1825 hielt er in Yorkshire Vorlesungen mit seinem Neffen John Phillips (später Geologieprofessor in Oxford), und 1828 bot ihm sein Bewunderer Johnstone in Hackness bei Scarborough einen Posten als Landverwalter an. Er blieb dort fünf Jahre und veröffentlichte 1832 eine geologische Karte der Hackness Hills. In Scarborough entwarf er ein im Auftrag von Johnstone 1829 errichtetes geologisches Museum, die Rotunda (ab 2008 William Smith Museum of Geology). 1831 fand er auch Anerkennung durch die Geological Society of London als erster Empfänger der Wollaston-Medaille, wobei ihn Adam Sedgwick bei dieser Gelegenheit als Vater der englischen Geologie bezeichnete. Bei einer Tagung der British Association in Dublin erhielt er 1835 die Ehrendoktorwürde des Trinity College. 1838 war er Mitglied der Kommission, die den Baustein für den Palace of Westminster aussuchte. Er starb in Northampton und liegt dort auf dem Friedhof der St. Peter’s Church in Marefair begraben.
Das zentrale Dienstgebäude des British Geological Survey in Keyworth wurde 2009 mit seinem Namen benannt. Eine der geologischen Karten Großbritanniens von Smith ist in der Geological Society of London ausgestellt, die auch ein Ölporträt (Fourau 1837) von ihm besitzt. Eine große Sammlung seiner Manuskripte ist im Besitz der Universität Oxford. Vor der Entdeckung der Manuskripte 1938 in Oxford war die Biographie seines Neffen John Phillips die Hauptquelle für seine Biographie.
Er war an technischen Entwicklungen seiner Zeit interessiert und korrespondierte mit Richard Trevithick über Dampfmaschinen.

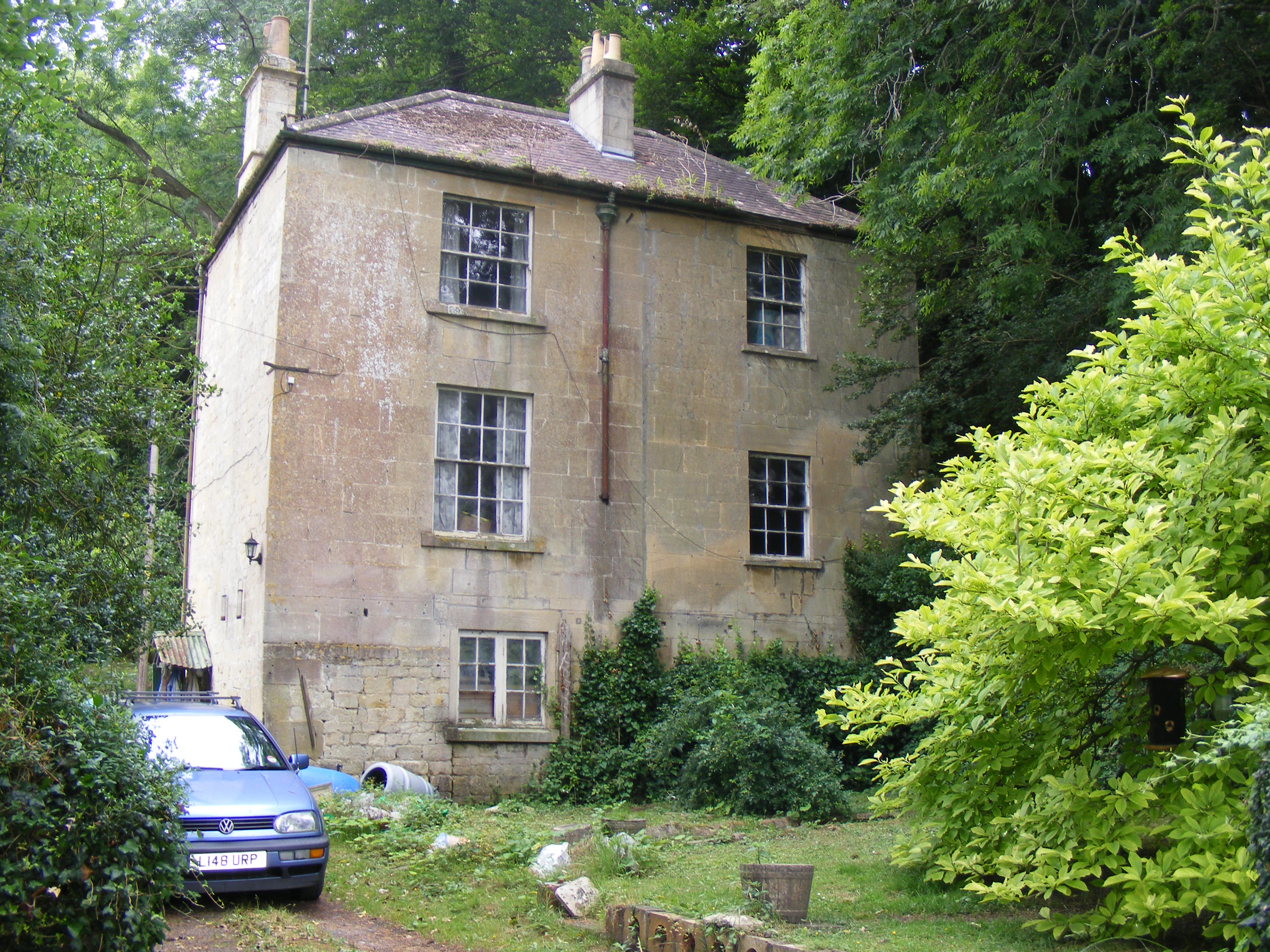
Sein Haus in Tucking Mill, bei Monkton Combe, Somerset
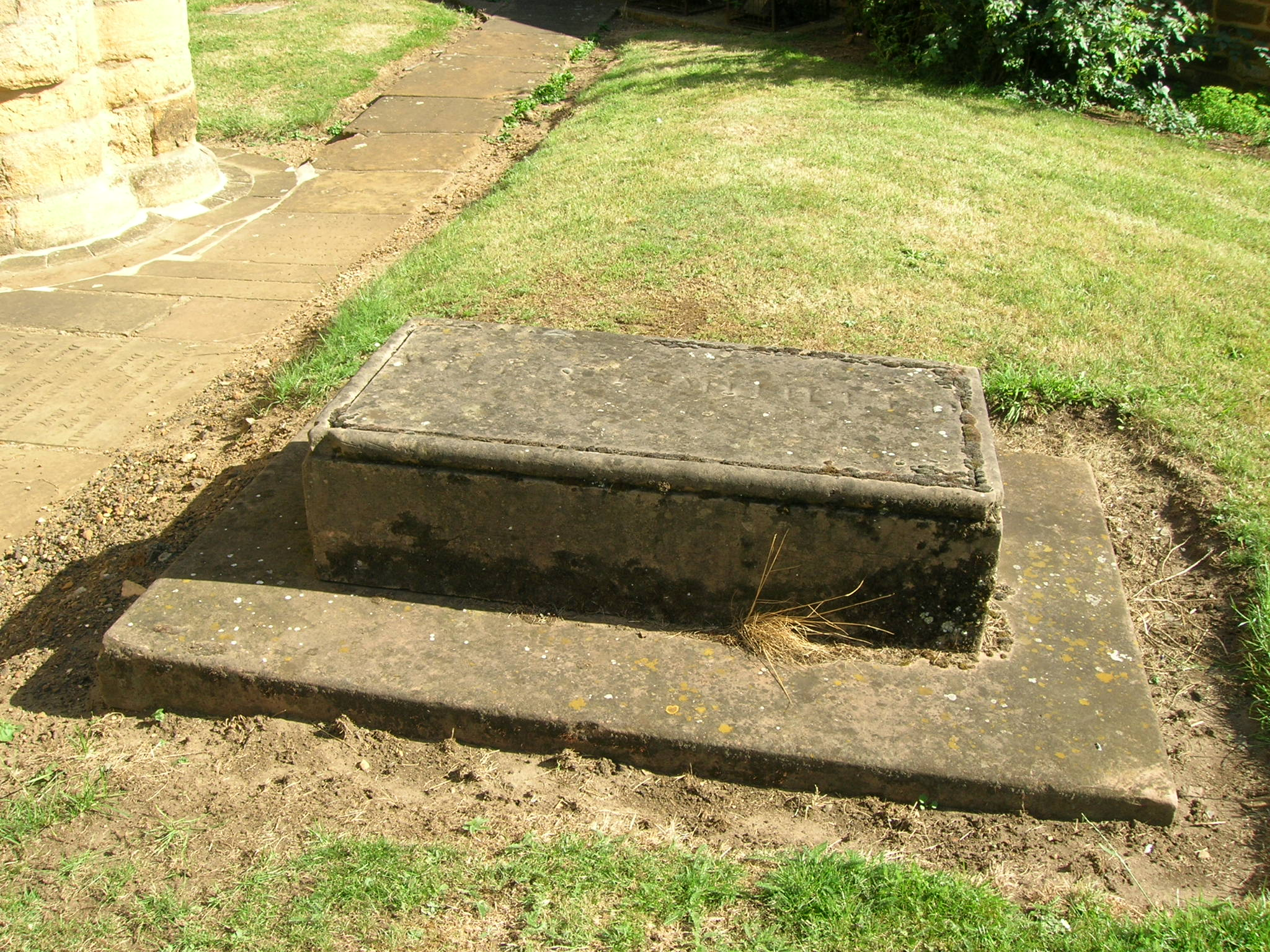
Grab von Smith
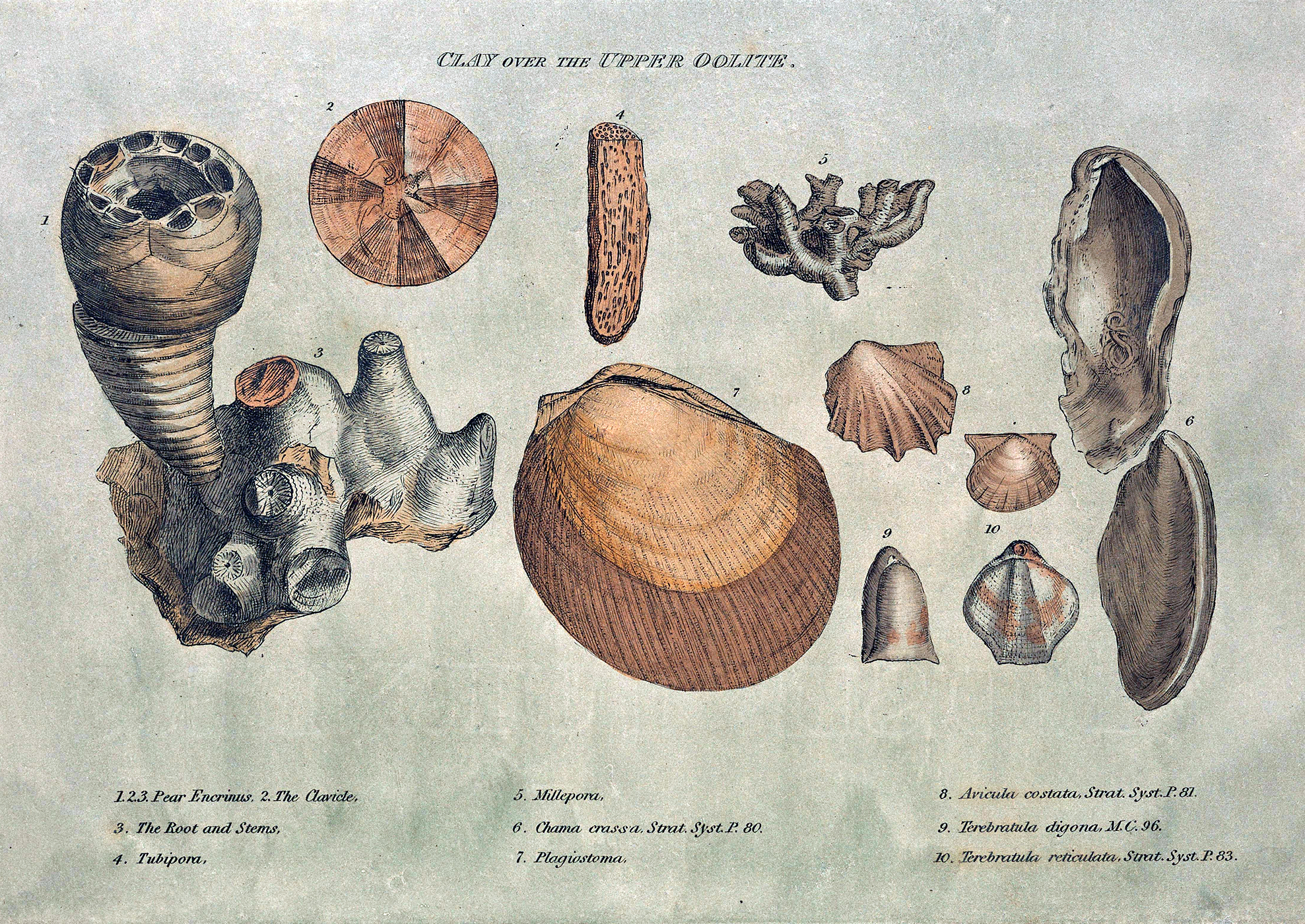
Abbildung von Fossilien aus dem 4. Teil von Strata identified... (1819)
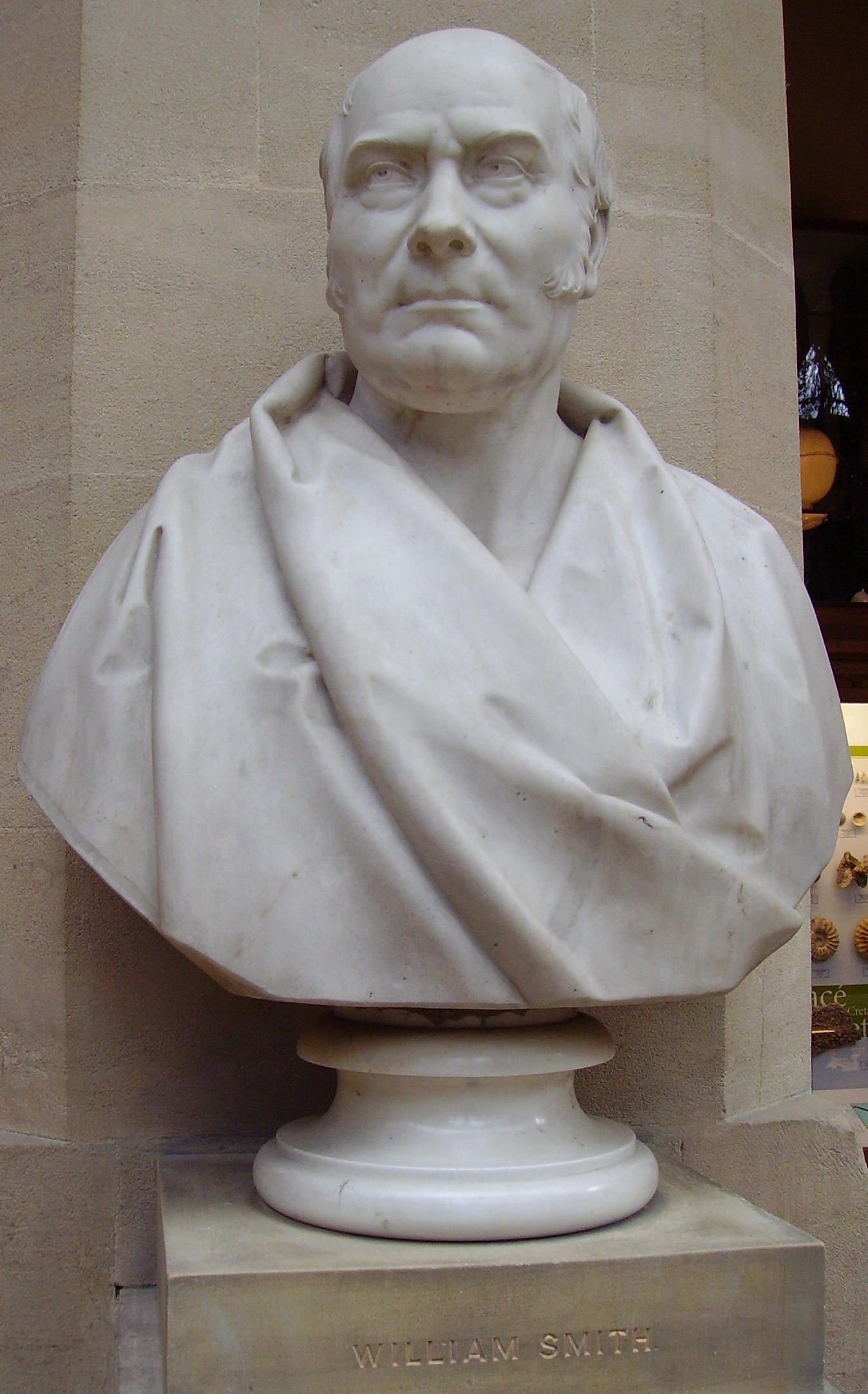
Büste von Smith, Oxford Museum of Natural History
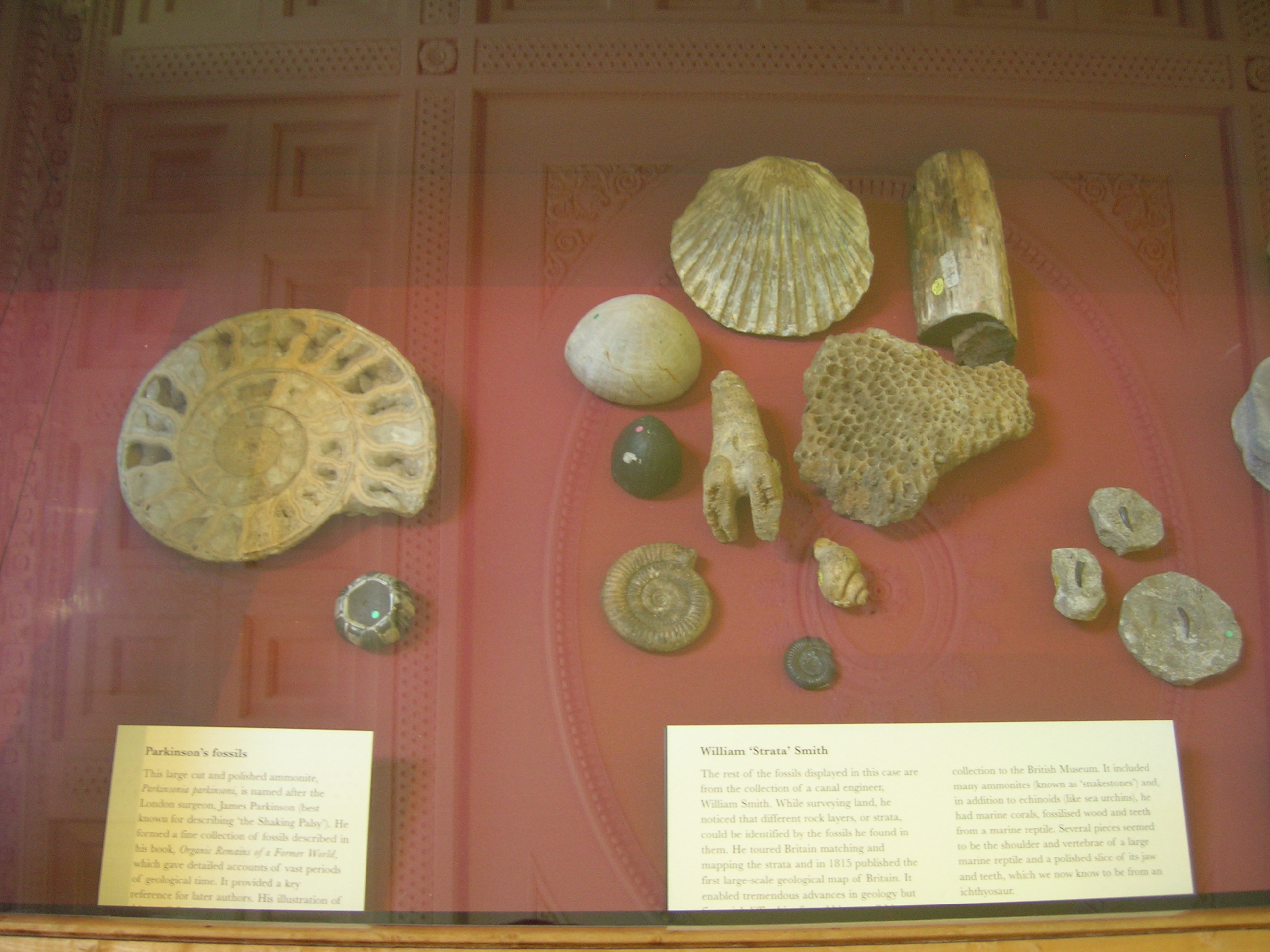
Aus der Fossilsammlung von Smith im Natural History Museum
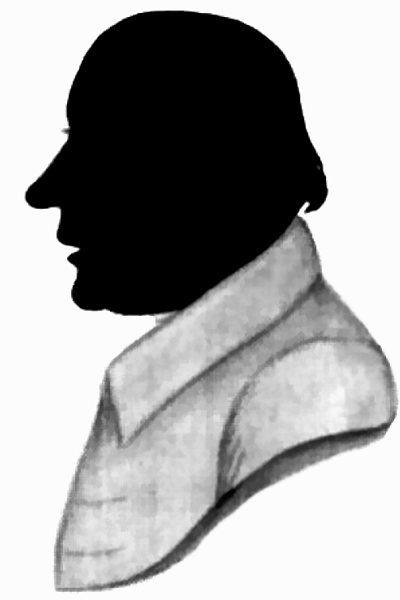
Scherenschnitt von Smith 1833
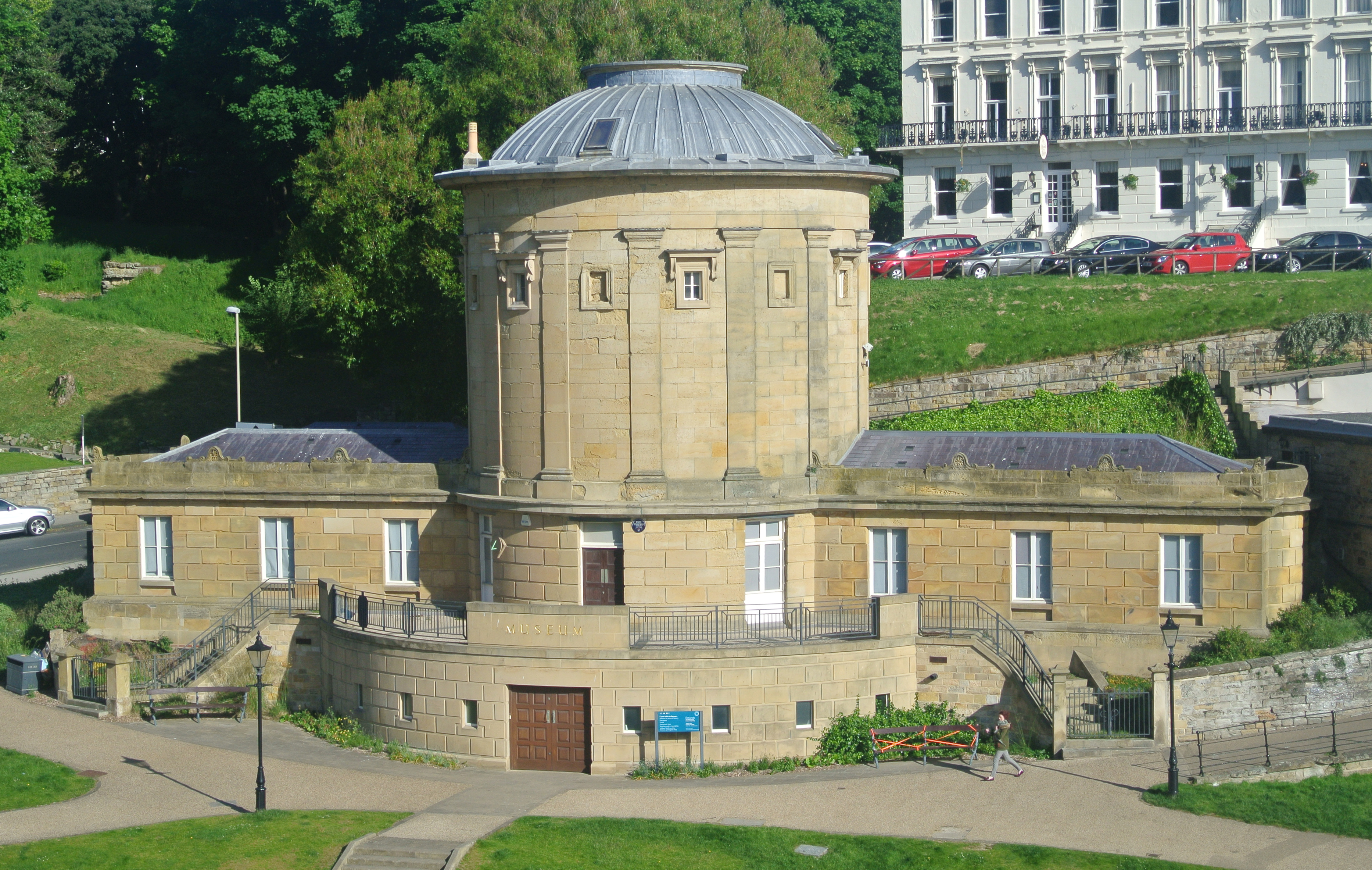
Rotunda in Scarborough

## Schriften
- Observations on the Utility, Form and Management of Water Meadows, and the Draining and Irrigating of Peat Bogs, with an Account of Prisley Bog and Other Extraordinary Improvements. London 1806 (Digitalisat)
- A delineation of the strata of England and Wales, with part of Scotland: exhibiting the collieries and mines, the marshes and fen lands originally overflowed by the sea, and the varieties of soil according to the variations in the substrata, illustrated by the most descriptive names. 1815
- Stratigraphical System of organized Fossils : with reference to the Specimens of the original Geological Collection in the British Museum: explaining their State of Preservation and their use in identifying the British Strata. London 1817 (Digitalisat)
- Strata identified by organized fossils. 4 Teile, London 1816–1819